# 汪堅
汪堅（1436年—？），字守貞，直隸徽州府婺源縣人，民籍，明朝政治人物。

## 生平
成化四年（1468年）戊子科應天鄉試第六十一名舉人。成化十七年（1481年）中式辛丑科會試第八十名，三甲第一百七十四名進士。

## 家族
曾祖汪彪；祖父汪桐；父汪偉，母程氏。